# HD40696
HD40696 — хімічно пекулярна зоря спектрального класу
A0 й має видиму зоряну величину в смузі V приблизно  8,2.

## Пекулярний хімічний вміст
Зоряна атмосфера HD40696 має підвищений вміст 
Si
.